# Człowiek z...
Człowiek z... – polski film komediowy z 1993 roku w reżyserii Konrada Szołajskiego. Zdjęcia kręcono w Warszawie.

## Opis fabuły
Anna (Agata Kulesza) jest reżyserką filmową, która po latach powraca do kraju. Wkrótce otrzymuje zlecenie realizacji filmu o działaczach podziemia. Przy okazji próbuje ustalić, co stało się z Markiem Mikrutem (Sławomir Pacek), przez którego została zmuszona do emigracji. Oglądając materiały filmowe, trafia na telewizyjną relację, której bohaterem jest Marek.

## Obsada
- Agata Kulesza − jako Ania
- Sławomir Pacek − jako Marek Mikrut vel Marianna
- Ewa Gawryluk − jako Maria Stasińska vel Marian
- Cezary Pazura − jako Bolek Rylski, przyjaciel Mikruta
- Kazimierz Kaczor − jako dyrektor Buras
- Krystyna Feldman − jako archiwistka MSW
- Krzysztof Tyniec − jako oficer UOP, wcześniej SB
- Marek Kondrat − jako Jan Walasiak, dyrektor w tv, były porucznik SB
- Marian Opania − jako Wityński, były działacz opozycyjny
- Zbigniew Buczkowski − jako komendant więzienia
- Krzysztof Kowalewski − jako pułkownik, komendant szpitala
- Piotr Zelt − jako WOP-ista na Okęciu
- Cezary Domagała − jako milicjant
- Adam Ferency − jako rzeźbiarz Pazdura
- Jerzy Gudejko − jako wykładowca na tajnym zebraniu
- Andrzej Mastalerz − jako internowany Kowalski

i inni